# Zappanale

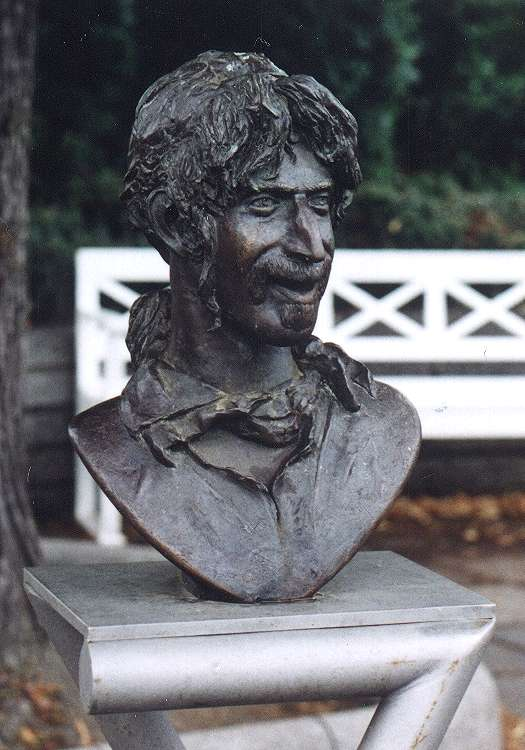
Bronsbyst av Frank Zappa i Bad Doberan

Zappanale är en årlig musikfestival i Bad Doberan, ca 15 km väster om Rostock vid Östersjökusten, i en del av Tyskland som tidigare hörde till DDR. Festivalen, som vanligen äger rum i mitten av juli, grundades 1990 och fokuserar på musik av den amerikanske musikern och kompositören Frank Zappa.

## Bakgrund
Fler av de ursprungliga organisatörerna växte upp i dåvarande Östtyskland, under en period då Zappas musik inte accepterades. En av grundarna, Wolfhard Kutz, blev till och med förföljd av säkerhetspolisen Stasi för att han var Zappafan. Sedan Berlinmuren fallit 1989 grundade han Arf Society, som sedan dess varit involverad i festivalen.
2002 samlade arrangörerna ihop pengar som gav den tjeckiske skulptören Vaclav Cesak möjlighet att göra en bronsbyst av Frank Zappa. Denna återfinns i centrala Bad Doberan.

## Festivalerna
Under de år festivalen funnits har den gästats av en lång rad musiker som spelat med Frank Zappa, t ex Adrian Belew, Jimmy Carl Black, Terry Bozzio, Napoleon Murphy Brock, Roy Estrada, Mike Keneally, Ed Palermo, Jean-Luc Ponty, Don Preston, Bob Harris, Denny Walley och Ike Willis.
Flera svenska band har genom åren gästat festivalen. Arne Frukts Kvartett från Åmål/Säffle spelade på flera av festivalerna Zappanale #6–12, 1995–2001; ett av åren som toppnamn. Bandet bestod då av ”supermusikerna” Håkan Engborg, Jonas Tholin, Niklas Lychou, Jonathan Bryntesson, Roland Zackrisson samt Simon Olsson. Mats/Morgan Band spelade på Zappanale #15, 2004.
Även svenska duon MagNiFZnt, bestående av Magnus Liljeqvist och Niklas Lychou från Säffle, spelade på festivalerna Zappanale #23, 2012, och Zappanale #30, 2019. De två gitarristerna/sångarna har också ingått i olika uppsättningar av Arne Frukts Kvartett.